# Third Eye Blind
Third Eye Blind er et amerikansk rock-band dannet i 1990'erne i San Francisco.
I 1997 udkom deres selvbetitlede debutalbum, som opnåede stor succes. Opfølgeren Blue udkom i 1999. I 2003 udkom albummet Out of the Vein. I 2008 udgav bandet den digitale EP Red Star. Seks år efter udgivelsen af deres seneste fuldlængdealbum udkom Ursa Major i august 2009.
Bandet er bedst kendt for singlen "Semi-Charmed Life" og andre populære sange som "How's It Going To Be", "Jumper", og "Never Let You Go".

## Diskografi
- Third Eye Blind (1997)
- Blue (1999)
- Out of the Vein (2003)
- Ursa Major (2009)
- Dopamine (2015)
- Screamer (2019)
- Our Bande Apart (2021)